# 덴쇼 소년사절단
덴쇼 소년사절단(일본어: 天正遣欧少年使節 덴쇼 겐오 쇼넨시세쓰[*])은 1582년 아즈치모모야마 시대의 일본 규슈의 기리시탄 다이묘인 오토모 요시시게(大友義鎮), 오무라 스미타다(大村純忠), 아리마 하루노부(有馬晴信) 등이 조정(朝廷)을 대신하여 교황을 알현하기 위해 파견한 4명의 소년을 중심으로 한 기독교 사절단이다. 예수회의 알레산드로 발리냐노(Alessandro Valignano)가 제안하여 구성, 교황을 접견하고 1590년에 귀국하였다. 창안자 발리냐노는 인도 고아(Goa)까지만 수행하였고, 이후로 로마까지는 디오고 데 메스키타(Diogo de Mesquita) 신부가 수행하였다. 이 사절단에 의해 당시 황금의 나라 지팡구 등 서양세계에 환상적으로만 알려져 있던 일본의 존재가 확실히 알려지게 되었으며, 이들이 가져온 구텐베르크 인쇄기에 의해 일본은 동아시아 최초로 서양활판기술을 도입하여 책을 찍게 되었다.(이 인쇄기로 찍어낸 기계를 기리시탄 판이라고 부른다.)

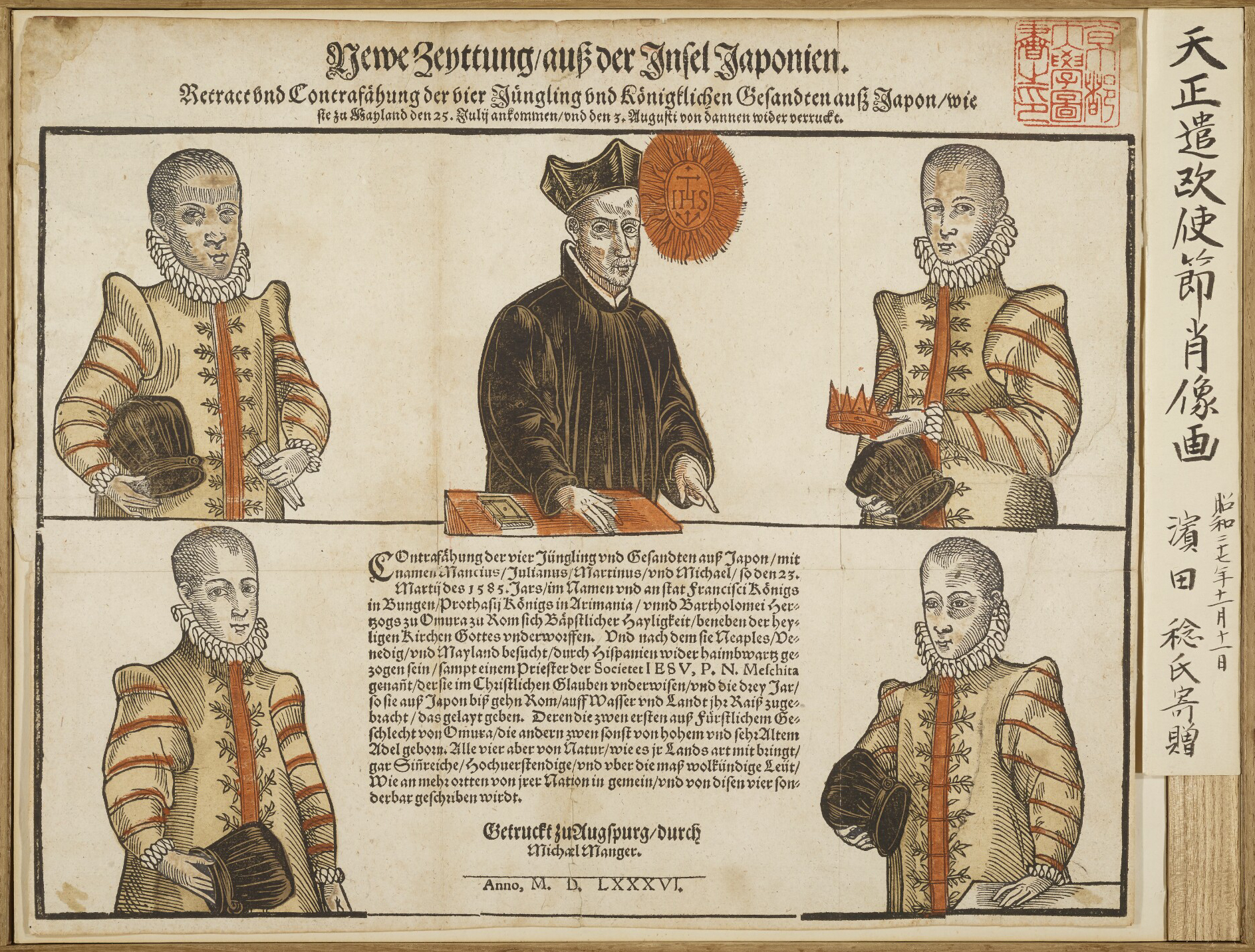
1586년 독일 아우구스부르크(Augusburg)에서 인쇄된 덴쇼 사절단의 초상화. 제목은 '일본섬에서 온 소식(Newe Zeyttung auss der Insel Japonien)'이라고 적혀 있다.교토대학도서관 소장 중이다.
왼쪽 위 나카우라(中浦), 왼쪽 아래 하라(原), 오른쪽 위 이토(伊東), 오른쪽 아래 치지와(千々石), 중앙 메스키타신부。

## 구성
4명의 소년들은 아리마 하루노부(有馬晴信)가 히노에성(日野江城) 아래에 세운 세미나리오(seminário, 수도사 양성을 목적으로 1580-1614년 사이 예수회가 일본 내에 세운 교육기관)에서 배운 학생들 중에서 선발되었다. 4명의 생년월일은 미상이나 파견 당시엔 13-14세 사이였다. 나카우라 줄리안이 가장 나이가 많았고 하라 마르티노가 가장 어렸다고 한다.
사절단
- 이토 만쇼(伊東Mancioマンショ, 주석정사) : 오토모 소린(大友宗麟)의 대리인. 소린의 혈육. 휴가(日向) 다이묘 이토 요시스케(伊東義祐)의 손자. 이후 사제 서품을 받았고, 1612년 나가사키에서 사망한다.
- 치지와 미겔(千々石Miguelミゲル, 정사) : 오무라 스미타다(大村純忠)의 대리인. 스미타다의 조카인 아리마 하루노부(有馬晴信)의 종형제. 이후에 배교하였다.
- 나카우라 줄리안(中浦Juliãoジュリアン, 부사) : 이후에 사제 서품을 받는다. 1633년 나가사키에서 아나츠루시(穴吊るし, 죄인을 거꾸로 매달고 관자놀이에 구멍을 내어 머리로 쏠린 피를 조금씩 계속해서 분출시켜 서서히 죽게 하는 형벌) 형을 받아 순교한다. 2007년 복자서품을 받았다.
- 하라 마르티노(原Martinhoマルティノ, 부사) : 이후 사제서품을 받았다. 1629년 추방된 마카오에서 사망한다.

수행원
- 조르제 로욜라(Jorge Loyola) : 수도사, 일본인, 사절의 교육 담당
- 콘스탄티노 도라도(Constantino Dourado) : 일본인 소년, 인쇄술 습득 요원
- 아우구스티노(Augustino) : 일본인 소년, 인쇄술 습득 요원
- 알레산드로 발리냐노(Alessandro Valignano) : 신부, 이탈리아인, 로마까지 수행하려 했으나 업무로 인해 고아(Goa)에 체류한다.
- 누노 로드리게스(Nuno Rodrigues) : 신부, 발리냐노의 후임으로 수행한다.
- 디오고 데 메스키타(Diogo de Mesquita) : 신부, 예수회 회원, 통역
- 로렌소 메시아(Lorenzo Messiah) : 신부
- 올리비에로(Oliviero) : 수도사

## 같이 보기
- 알레산드로 발리냐노
- 바테렌 추방령
- 프란치스코 하비에르
- 데지마
- 게이초 사절단
- 이와쿠라 사절단